# 10354 Guillaumebudé
(10354) Guillaumebudé, denumire internațională (10354) Guillaumebude, este un asteroid din centura principală de asteroizi.

## Descriere
10354 Guillaumebudé este un asteroid din centura principală de asteroizi. A fost descoperit pe 27 ianuarie 1993 la Caussols de Eric Walter Elst. Asteroidul prezintă o orbită caracterizată de o semiaxă mare de 3,22 ua, o excentricitate de 0,06 și o înclinație de 13,4° în raport cu ecliptica.